# Janja Sekula Gibač
Janja Sekula Gibač hrvatska je povjesničarka i arhivistica. 
Godine 2013. na Fakultetu hrvatskih studija doktorirala je povijest disertacijom Zapadna Slavonija pod srpskom okupacijom (od Sarajevskog primirja do operacije „Bljesak“). Proučava suvremenu hrvatsku povijest i Domovinski rat. Godine 2022. objavila je knjigu Pobuna. Okupacija. Poraz. Zapadna Slavonija 1990. – 1991.

## Vanjske poveznice
Mrežna mjesta
- Janja Sekula Gibač, CROSBI